# Reja de San Millán

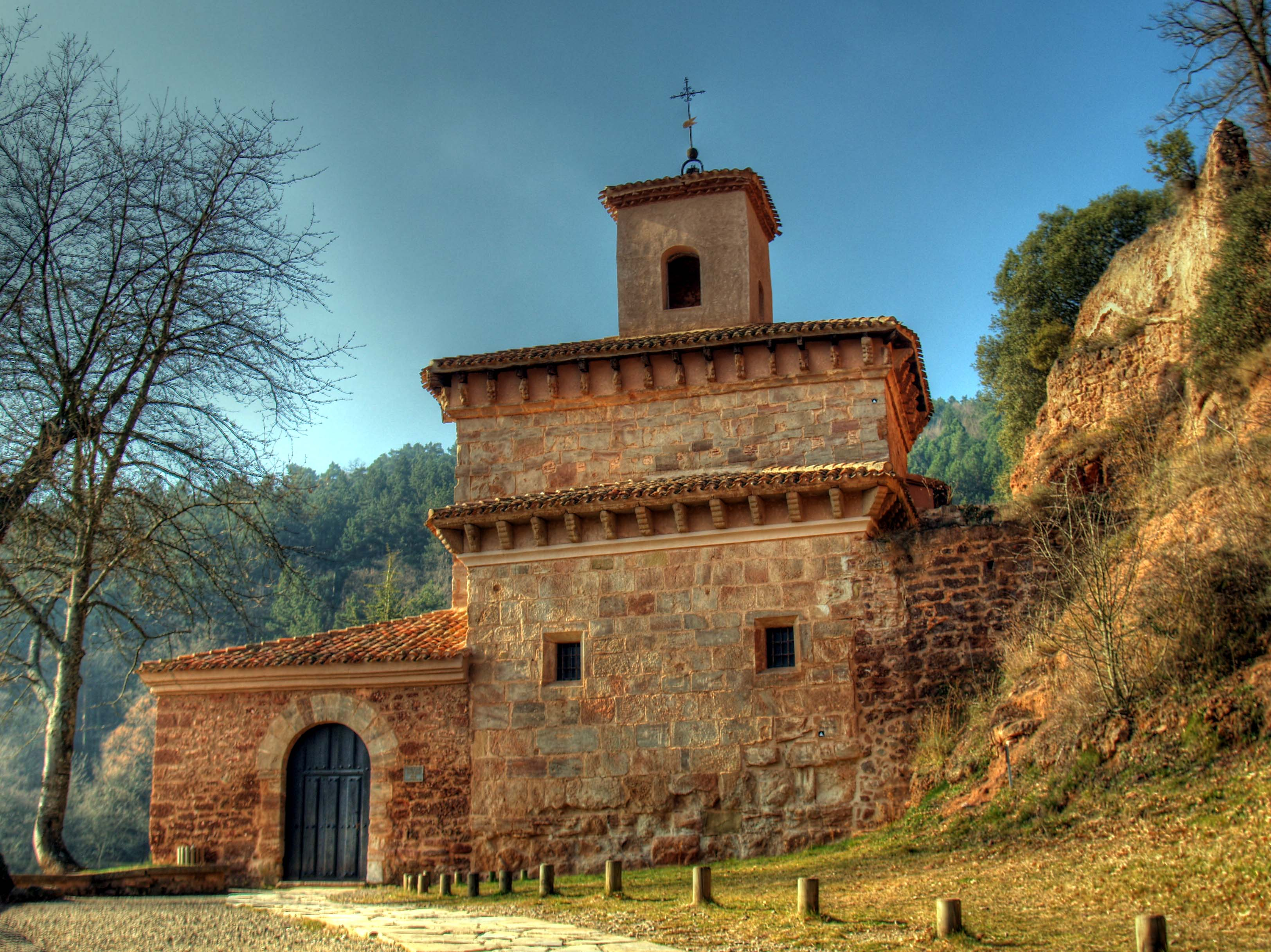
Monasterio de San Millán de Suso

La Reja de San Millán, también llamado De ferro de Alaua, es un documento escrito hacia el año 1025 que, antes de que desapareciera, fue copiado en el cartulario conocido como Becerro Galicano, confeccionado hacia 1195 en el Monasterio de San Millán de la Cogolla. El Becerro Galicano tenía como objetivo la justificación de los derechos de San Millán de la Cogolla sobre otros territorios. La Reja de San Millán tiene un gran interés tanto desde el punto de vista fiscal como por las aportaciones toponímicas (denominaciones de los pueblos alaveses, algunos en euskera) y por los datos demográficos que proporciona, correspondientes a la Álava del siglo XI.

## Historia y descripción
La Reja de San Millán, escrita sobre pergamino hacia el año 1025, ocupa cuatro páginas dentro del Becerro Galicano, un grueso cartulario hallado en el complejo monástico de San Millán de la Cogolla. El mencionado Becerro Galicano, con 246 páginas, recopila unos 750 documentos medievales distintos, del periodo comprendido desde el año 759 hasta 1194, escritos fundamentalmente en latín, además de una veintena de textos que se añadieron a sus últimas páginas en siglo XIII.En el se halla la primera mención a Castilla[cita requerida] , a La Rioja y a otros muchísimos poblamientos entre los que se encuentran muchos de Álava, Vizcaya y La Rioja. El Becerro Galicano constituye una de las fuentes fundamentales para el estudio de la España cristiana entre el siglo VIII y el siglo XII.
La Reja de San Millán no solo recoge topónimos, sino que describe también un sistema de pago de impuestos basado en un bien valiosísimo: la reja de arado. Hecha de hierro, la reja era en el siglo XI no solo una herramienta para trabajar la tierra sino también una unidad de medida para realizar ese pago. Cada pueblo pagaba la cantidad de rejas que le correspondía en función de su población.

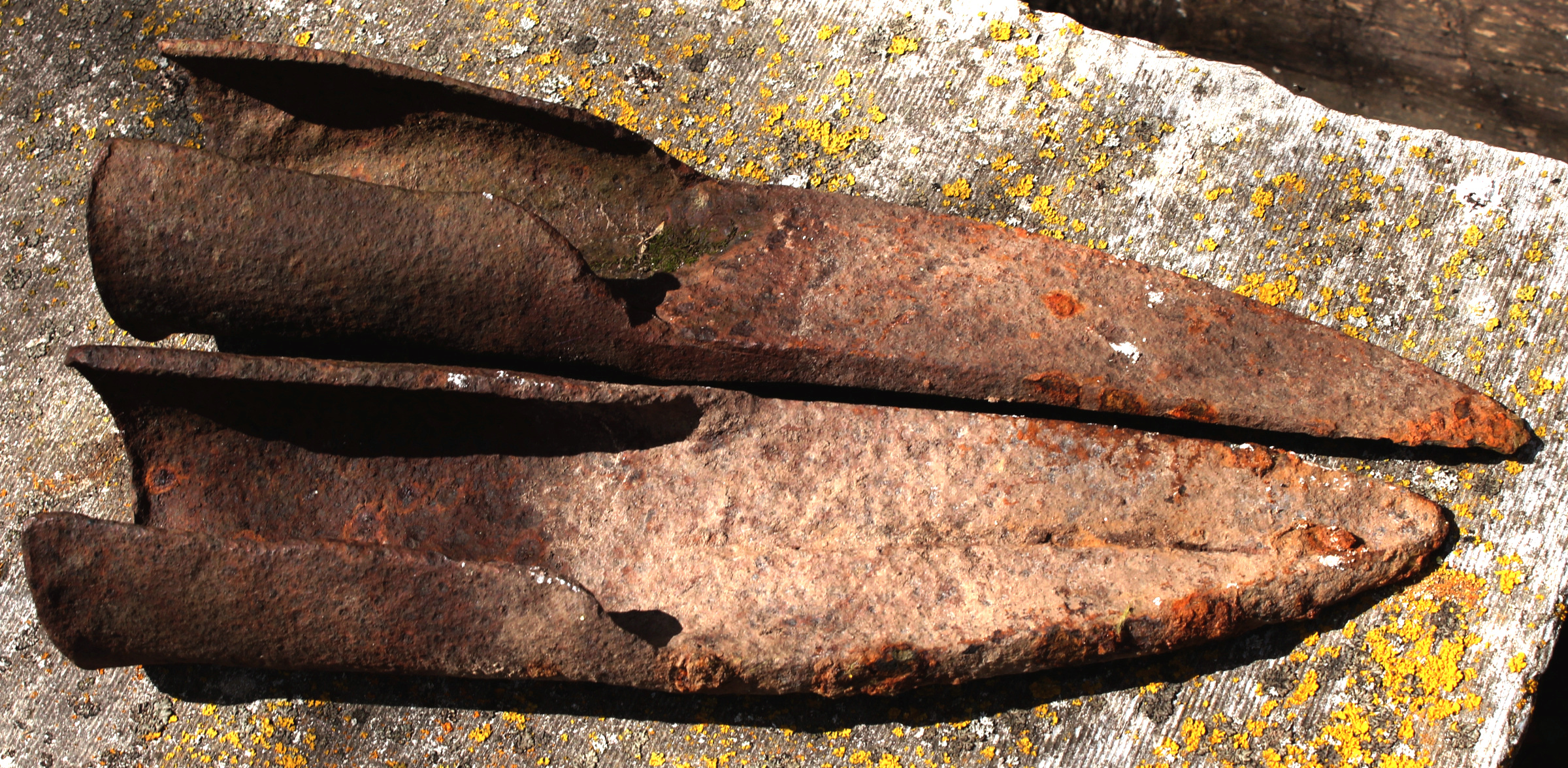
Rejas de arado de hierro

A la Reja de San Millán se la conoce también como De ferro de Alaua y en él se contabiliza la aportación de los poblados de la Llanada Alavesa y de zonas de la Montaña al monasterio de San Millán de la Cogolla. Detalla un total de 307 localidades (de las cuales 198 siguen habitadas en 2025 y el resto son despoblados) distribuidas en diecinueve céndeas o alfoces, que hoy llamaríamos municipios, e informa de la cantidad de rejas de hierro (o ganado) que los distintos núcleos, como deudores de San Millán, debían pagar cada año.
Tiene un gran valor por la información toponímica que aporta de los pueblos de Álava. La mayor parte son nombres vascos que ofrecen un aspecto bastante arcaico: Gastehiz, Zornoztaegi, Irossona, Horivarri, Udalha, Barrandiz, Galharreta; pero tampoco faltan nombres romances, en castellano antiguo: Billa luenga, Forniello, Quintaniella, etc. En ese documento aparece, entre otras muchas localidades, Gastehiz (origen de lo que hoy es Vitoria-Gasteiz) como una de las aldeas de la Llanada Alavesa que debían contribuir con impuestos al citado monasterio.
Los núcleos de población que aparecen en la Reja de San Millán abarcan, de oeste a este, desde Lantarón, Cuartango y las Riberas Alta y Baja hasta la frontera con Navarra en lo que hoy es Asparrena. Por esta zona sube también a Arraya-Maeztu. Al sur se extiende hasta Ribabellosa, y al norte no pasa de la latitud de Elosu o Zuya. La zona registrada abarca 1.600 kilómetros cuadrados, y no llega ni a Ayala, ni a Valdegovía o Salinas de Añana, ni a la actual Rioja Alavesa.

### Su estudio

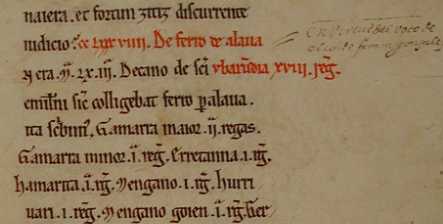
Primeras palabras del Ferro de Alava

La primera noción de su existencia la dio, a finales del siglo XVIII, Plácido Romero, archivero del monasterio de San Millán. La primera edición impresa fue publicada en 1883 por Fidel Fita en el boletín de la Real Academia de la Historia. El documento fue examinado, entre otras muchas personas, por Julio Caro Baroja, que dedicó varias docenas de páginas al estudio de los topónimos, y Koldo Mitxelena, que aportó correcciones y observaciones de gran valor en su obra Textos arcaicos vascos. Gerardo López de Guereñu también trabajó sobre la Reja de San Millán en su obra Mortuorios o despoblados. Una de las últimas ediciones publicadas del cartulario fue la realizada por Juan José Larrea y Ernesto Pastor en 2015.
Existe una edición digital del Becerro Galicano, publicada por la UPV/EHU, en la que está incluido el documento de la Reja de San Millán. Los autores de esta edición digital indican que su transcripción proviene de la edición crítica publicada por el profesor Fernando García Andreva en 2010.

### La toponimia en la Reja
La toponimia de la Reja nos habla de una población en continuo movimiento y expansión desde el siglo VII al siglo X. Topónimos como Basconguelas junto a los Hobecori o Atahuri, pueden situar a la población vasco parlante al mismo nivel que su vecindad romance. Es probable que, aunque el territorio estuviera formado en proporciones variables por gentes monolingües en romance o en euskera según las zonas, una parte considerable de quienes habitaban las localidades que nombra el documento fueran bilingües.

## Transcripción
El contenido íntegro de la Reja de San Millán es el siguiente:
| In era millessima sexagesima tertia, decano Sancti Emiliani sicut colligebat ferro per Alava ita scribimus. |
| UBARUNDIA XVIII reggas: Gamarra maior duas reggas, Gamarra minor una reg., Erretanna I reg., Hamarira una reg., Mengano I reg., Huriuarri I reg., Mengano Goien una reg., Gernica I reg., Zeriano I reg., Betellogaha II reg., Naffarrate et Elhossu I reg., Hurnaga I reg., Urbina et Angellu I reg., Lucu et Arçamendi I reg., Goiahen I reg., Bagoeta I reg. |
| CAMBOA XX regs.: Gehete I reg., Essavarri, Argillana et Arina III regs., Langara et Moio III rgs., Aroma I rg., Zuhazu I reg., Mariaeta I rg., Hazua II rgs., Hurizahar et Orengohin I rg., Mendissur I rg., Marurana III rgs., uno de cubito in longo et duos minores, Essavarri I rg. |
| HARHAZUA XXVII rgs.: Durana II rgs., Arzubiaga I rg., Zurbano II rgs., Hillarrazaha II rgs., Zerio I rg., Oretia et Matauco III rgs., Ania et Jungitu III rgs., Argumantz III rgs., Arbuslu II rgs., Luviano II rgs., Hurivarri I rg., Doipa II rgs., Sansoheta I rg., Arroiaha et Reztia I rg., Mendivil I rg. |
| HARHAZUA XXII rgs.: Betoniu II cgs., Elhorriaga I rg., Arcahia I rg., Sarricohuri I rg., Otazu I rg., Gamiz I rg., Borinivar I rg., Huribarri I rg., Haberasturi et Huriarte, Argendonia, Betriquiz. Hascarzaha et Sancti Romani III rgs. |
| MALIZHAEZA XXII cgs.: Abendangu I rg., Arment. III reg., Ehari I rg., Gazaheta I rg., Berrozteguieta II rgs., Lassarte III rgs., Harizavalleta et Gardellhihi III rgs., Gaztellu et Meiana III rgs., Mendiolha, Hollarruizu et Adurzaha III rgs., Gastehiz III rgs., Arriaga I rg. |
| HIRASZAEZA XXlI rgs.: Gelhegieta II rgs., Iscona III rgs., Troconiz II rgs., Burgellu et Garonna II rgs., in alio anno I reg., Hararthini I rg., Aialha II rgs., Larrahara I rg.. Dullanzi II rgs.. Aniu I rg., Larraza et Arbelgoihen in duos annos III rgs., Hereinzguhin et Habaunzo III rgs. |
| HEGIRAZ XIIII rgs.: Hamamio I rg., Harhaia I rg., Haiztara I rg., Zalduhondo II rg., Mizkina I rg., Paterniana I rg., Hagurahin et Salurtegi I rg., Munniahin I rg., Pingunna I rg., Ocariz et Padura et Opaucu I rg., Harrizavallaga, Hegilior et Abulanga III rg. in anno. |
| ALFOZES XII rgs.: Heguiraz et Sancti Romani et Hurabagin et Albiniz et Hamezaha uno andosco. Hillardui et Arzanhegi, et Ibarguren, Anduiahin et Heinhu uno andosco, Zornoztegi, Irossona, Horibarri et Udalha uno andosco. |
| BARRANDIZ XXV rgs.: Galharreta I rg., Gordova I rg., Harriolha II rgs., Narbaiza II rgs., Garrea I rg., Hazpurua, et Hurigurenna et Zuhazulha I rg., Ermua I rg., Audicana I rg., Algio I rg., Deredia I rg., Andozketa I rg., Kircu I rg., Helkeguren I rg., Zuhazu I rg., Uhulla II rg., Erdongana I rg. |
| LANGRARES XXIIII rgs.: Novem Alfozes. Trasponte uno carnero, Mendihil I rg., Harrieta I rg. in anno, Eurtupiana I rg. in alto, Adanna I rg., Mendoza I rg., Eztarrona I rg., Otazaha I rg., Haztegieta I rg., Gobeio I rg., Zuhazu I rg., Lermanda I rg., Margarita II rgs., Gomegga I rg., Ariniz I rg., Zumelzu I rg., Benea I rg., Suvillana I rg., Elheni villa I rg., Luperho I rg., Quintaniella de sursum, Zavalla I rg., Billodas III rgs., Langrares III rgs. |
| DE MURIELLES XIII rgs.: Gerfalzaha I rg., Olhavarri I rg. Huerzas I rg., Mandaita I rg., Suvillana I rg., Murielles I rg., Urvillana I tg., Haizcoeta I rg., Artahaza I rg., Barboa I rg., Kineia I rg., Carcamu·I rg., Frasceneta I rg. |
| OSSINGANI XXV rgs.: Paves I rg., Arbigano I rg., Basconguelas I rg., Erenna I rg., Castellu I rg., Cassizedo I rg., Licingana I rg., Cassizedo I rg., Antepardo I rg., Molinilla I rg., Olibani una regga, Padul una regga, Comungnoni I reg., Billoria una reg., Arreio una reg., Lagus una reg., Moscatuero I reg., Torreciella I rg., Arzillana I rg., Billavizana I rg., Lunantu I rg., Ripa I rg., Torissu I rg., Carasta I rg., Zuhiabarrutia novem rgs., in Quartango duodecim rgs., in Urca octo rgs., Bocara I rg., Irzu I rg., Revendeca I rg., Olhaerrea I rg., Bardahuri I rg.                  |
| ALFOCE DE FORNELLO XX rgs.: Erenna I rg., Amuzquita I rg., Billaluenga I rg., Forniello I rg., LunivilLa I rg., Tuiu I rg., Sancti Juliani I rg., Ripamartini I rg., Lizinganiella I rg., Antezana I rg., Mazanos I rg., Melietes I rg., Quintaniella I rg., Igahigi I rg., Ripavellosa II rg., Aramignon I rg., Ripacufa I rg., Logrozana I rg., Baia I rg. |
| RIVO DE IVITA XXXV rgs.: Praalgo et Prango II rgs., Armendihi I rg., Atazaval I rg., Betruz I rg., Argote I rg., Sancti Meiano I rg., Torre I rg., Sancti Martini I rg., Galbari I rg., Cimentu I rg., Barolha I rg., Loza I rg., Alma I rg., Paldu I rg., Mesanza I rg., Savastian I rg., Bergilgona I rg., Langu I rg., Guzkiano I rg., Guzktano de suso I rg., Bustia I rg., Gogate I rg., Agellu I rg., Pudio I rg., Barizahaza I rg., Sagassaheta I rg., Orzalzan I rg., Uarte I rg., Marquina de iuso I rg., Carrelucea I rg., Marquina de suso I rg., Basahuri I rg., Hobecori I rg., Hassarte I rg. |
| HARRAHIA XLIII rgs.: Sancta Pia II rgs., Atahuri de suso II rgs., Atahuri de iuso II rgs., Okerhuri II rgs., Sabando de siso II rgs., Sabando de suso II rgs., Ebissate II rgs., Donnas II rgs., Mussitu II rgs., Kerrianu II rgs., Haizpilleta II rgs., Erroheta II rgs., Allegga II rgs., Cekungau II rgs., Elhorzahea II rg., Bahaheztu II rgs., Kesalla II rgs.; in his villis predictis ubi bacca occiderint, duas reggas donant. Oquina I rg., Izarza I rg., Azazaheta I rg., Birgara de suso et Birgara de tuso II rgs., Apignaniz I rg., Gessalva I rg., Bahanezta I rg., Berrocihavi I rg.         |
| DIVINA XXlI rgs.: Oto et Oto III rgs., Huribarri et Urrialdo III rgs., Mandoiana I rg., Gerenga I rg., Legarda I rg., Arrazaha duas rg., Apodaca II rg., Mendiguren I rg., Arangiz I rg., Avoggoco I rg., Ihurre et Gopeggana III rg., Andiggana et Oranda III rgs., Zuffia de suso XIII rg., et Zuffia de iuso novem reggas. |

En 2025 se cumplen los mil años de la Reja de San Millán, realizándose un gran número de actos (conferencias, exposiciones, etc.) dedicados al documento y a la época a la que perteneció.